# Pétimpé
Pétimpé est une localité rurale du district de Gôh-Djiboua en Côte d'Ivoire. Administrativement rattachée au département de Divo, elle se trouve dans la région du Lôh-Djiboua.